# Santo Domingo (Venezuela)
Santo Domingo é uma cidade venezuelana, capital do município de Cardenal Quintero.